# The Man Who Would Not Die
The Man Who Would Not Die är hårdrocksbandet Blaze Bayleys fjärde studioalbum. Det släpps sommaren 2008 och är det första som spelas in på sångarens eget bolag, Blaze Bayley Recordings. Det är även det första studioalbumet med helt nya bandmedlemmar.

## Låtlista
1. "The Man Who Would Not Die" - 4:35
2. "Blackmailer" - 4:43
3. "Smile Back at Death" - 7:38
4. "While You Were Gone" - 5:27
5. "Samurai" - 5:39
6. "Crack in the System" - 5:53
7. "Robot" - 3:10
8. "At the End of the Day" - 3:39
9. "Waiting for My Life to Begin" - 5:10
10. "Voices from the Past" - 5:55
11. "The Truth Is One" - 4:22
12. "Serpent Hearted Man" - 6:15

## Medlemmar
- Blaze Bayley - sång
- Lawrence Paterson - Trummor
- David Bermudez - Bas
- Jay Walsh - Gitarr
- Nick Bermudez - Gitarr